# 우리집에 왜왔니 (드라마)
《우리집에 왜왔니》는 2008년 3월 28일부터 2008년 5월 30일까지 방영된 SBS 금요드라마이다.

## 줄거리
대기업 총수이며 세 딸의 아버지인 한진태는 알츠하이머 병으로 진단을 받고 죽기 전에 둘째 딸 미수를 결혼시키기로 마음 먹는다. 진태는 재산가의 데릴사위 공개 구혼 뉴스를 내보내고, 백수 건달 조기동은 뉴스를 보고 공개 구혼에 도전하는데, 미수와 기동은 진실한 사랑에 빠지게 된다.

## 등장 인물

### 주요 인물
- 김지훈 : 조기동 역
- 이소연 : 한미수 역
- 김승수 : 이강재 역
- 오윤아 : 장복희 역

### 주변 인물
- 주현 : 한진태 역 - 미수의 아버지
- 김정난 : 한득수 역 - 미수의 언니
- 임호 : 김태평 역 - 득수의 남편
- 한다민 : 한은수 역 - 미수의 동생
- 김동건 : 강일호 역 - 은수의 연인
- 장영란 : 은혜원 역 - 미수의 친구
- 이혜숙 : 기동의 어머니 역
- 정준하 : 조수동 역 - 기동의 형
- 송옥숙 : 강재의 어머니 역
- 여운계 : 복희의 할머니 역

## 참고 사항
- 드라마의 중심 소재인 데릴사위 공개 모집은 2006년에 실제로 일어나 화제가 되었던 사건이다.[1]
- 정준하가 맡은 주인공 조기동의 형 역할은 신체 나이 32세에 정신 나이 7세인 지적 장애인 역이다.[2]
- 마지막회에서 여주인공 미수의 아버지 역인 주현 대신 대역의 뒷모습만 출연시켜 항의를 받는 등 뒷마무리가 개운하지 못한 드라마로 평가되었다.[3] 마지막회 시청률은 전국 기준 9.8%였다.